# Гыргенова, Дарима Таряшиевна
Дарима Таряшиевна Гыргенова ― российская бурятская артистка, танцовщица, Заслуженная артистка Республики Бурятия, Народная артистка Республики Бурятия, актриса Государственного ансамбля песни и танца «Байкал».

## Биография
Родилась 14 ноября 1966 года в улусе Шанай Тункинского района Бурятской АССР, РСФСР.
С 1975 по 1984 год училась в Бурятском государственном хореографическом училище. Окончив училище начала работать артисткой балета в Государственном ансамбле песни и танца «Байкал». Талантливая танцовщица быстро освоила весь балетный репертуар и танцевала все сольные партии в хореографических композициях ансамбля.
Была приглашена в эстрадный ансамбль «Сэлэнгэ» в качестве солистки балета. Пластичная, грациозная, с яркой сценической внешностью артистка очень быстро завоевала симпатию и любовь зрителей.
В этом ансамбле освоила все танцы, исполняемые в программе: «Цветок Байкала», «Наши девушки», «Наадан», «Глухари», кроме этого подготовила и блистательно исполняла сольные танцы: «Персидский», «Баядский», «Мянгад», «Казахский», «Корейский» и другие. В этих танцах Дарима, показала себя танцовщицей не только с филигранной техникой исполнения, но и обладательницей драматического таланта, так как она умеет передать и глубину образа, воплощаемого на сцене и всю гамму чувств и переживаний, присущих этому образу.
В 2000 году была приглашена в Бурятский государственный театр танца «Бадма Сэсэг». Здесь была солисткой в спектакле «Посвящение Шиве Натарадже» и в сольных танцах «Биелгэ» и «Мянгад». 
В 2000 году она вместе с театром участвовала в «Днях экономики и культуры Бурятии» в Монголии. В том же году участвовала в Международных фестивалях фольклорного танца в Испании, Германии, Франции, где особо была отмечена превосходная техника, и выразительность исполнения танца Гыргеновой. Выступала на Международных конкурсах и фестивалях в Голландии, Бельгии, Канаде, Тайване, Китае и Монголии. В 2004 году с коллективом театра принимала участие на Международном фестивале в Объединенных Арабских Эмиратах. В 2005 году выезжала на гастроли в составе театра в Тайбэй (Тайвань).
Приняла активное участие в проектах театра «Тепло родного Очага», посвященный Белому месяцу; культурный проект «Восток – Запад»: музыка, объединяющая мир»; проект «Очаг, зажженный Матерью», направленный на укрепление традиций в семье, почитанию родительского дома; благотворительные акций, Новогодние Елки для детей-инвалидов, сирот, детей, попавших в трудную жизненную ситуацию; творческий проект «Дух предков», автором которого является Дандар Бадлуев.
С ансамблем песни и танца «Байкал» была приглашена на III Международную церемонию вручения премии «Золотое сердце» для участия в Благотворительном концерте 21 мая 2006 года в Государственном Кремлёвском Дворце, которое состоялось при поддержке Правительства РФ и Москвы, ЮНЕСКО, ЮНИСЕФ и Российского Красного Креста.
В 2007 году приняла участие в создании новые творческтов проектов: «Феерия танца» – в программе представлены лучшие народные песни и танцы, а также искусство народов Востока. «Сэдьхэлэйм аялга» – «Мелодии души», концертная программа, состоящая из лучших произведений оркестра бурятских народных инструментов имени Чингиза Павлова и ведущих солистов театра. «Для вас любимых», так называлась концертная программа открытия 66-театрального сезона, где были представлены бурятские песни, народные танцы, также мелодии родного края в исполнении Оркестра бурятских народных инструментов.
Летом 2009 года Гыргенова участвовала в подготовке и проведении культурных мероприятий театра «Байкал», прошедших в рамках Байкальского информационного форума, Международной экономической конференции в рамках Байкальского экономического форума, байкальского образовательного форма и официального визита Президента России Дмитрия Медведева в Бурятию.
С 2009 по 2015 года заведовала танцевальной труппой театра «Байкал». С 2015 года возглавляет концертный отдел театра. В 2016 году была членом оргкомитета «Дни культуры Улан-Удэ в Москве и Санкт-Петербурге». В рамках «Дней культуры» театр «Байкал» выступил с концертом «Моя Бурятия» на сцене московского театра «Русская песня» и на сцене Дворца культуры им. Горького (Санкт-Петербург), концерты получили положительные отзывы и прошли с большим успехом у зрителей. 
За вклад в развитие культуры и искусства Бурятии Дарима Гыргенова в 1998 году удостоена почетного звания «Заслуженный артист Республики Бурятия», а в 2006 году удостоена почетного звания «Народный артист Республики Бурятия».